# Nairobi (hrabstwo)
Nairobi – jedno z 47 hrabstw Kenii, do 2013 roku miało status prowincji. Liczy 4,4 mln mieszkańców (2019). Jest najbardziej zaludnionym hrabstwem Kenii. Hrabstwo znajduje się na rodzimych ziemiach ludu Kikuju, ale imigracja przyniosła tutaj wszystkie inne społeczności właściwe dla Kenii.  
Nairobi graniczy na południu i południowym zachodzie z hrabstwem Kajiado, na północy i zachodzie z hrabstwem Kiambu, a na wschodzie z hrabstwem Machakos.

## Gospodarka
Nairobi jest stolicą Kenii i jednym z kluczowych domów dla afrykańskich instytucji finansowych, biznesowych, transportowych, komunikacyjnych, pozarządowych i dyplomatycznych. Dzięki znanej na całym świecie branży turystyki dzikiej przyrody miasto znane jest jako „stolica safari na świecie”.  
Według raportu Krajowego Biura Statystycznego Kenii, w latach 2013–2017 hrabstwo średnio wytwarzało 21,7% PKB całego państwa.  

## Religia
Struktura religijna w 2019 roku wg Spisu Powszechnego:
- protestantyzm – 52%
- katolicyzm – 24%
- islam – 7,5%
- niezależne kościoły afrykańskie – 7,1%
- pozostali chrześcijanie – 5,2%
- brak religii – 1,3%
- hinduizm – 0,9%
- prawosławie – 0,5%
- pozostali – 1,5%.